# Casa ad appartamenti sull'Hohenzollerndamm
La casa ad appartamenti sull'Hohenzollerndamm è un edificio residenziale multipiano di Berlino, sito nel quartiere di Wilmersdorf.
Costruito nel 1930 su progetto di Hans Scharoun, è posto sotto tutela monumentale (Denkmalschutz).

## Storia
L'edificio venne costruito dal 1929 al 1930 su progetto dell'architetto Hans Scharoun, incaricato dall'imprenditore edile Georg Jacobowitz, per il quale Scharoun aveva già realizzato un edificio analogo sul Kaiserdamm, nel distretto di Charlottenburg.
Come in quel caso, tuttavia, l'apporto di Scharoun fu limitato al disegno delle facciate, senza intervenire sull'organizzazione interna improntata al solo criterio del massimo sfruttamento fondiario.

## Caratteristiche
L'edificio, che conta 6 piani, è posto all'angolo fra l'Hohenzollerndamm e la Mansfelder Straße.
Si compone di due corpi di fabbrica paralleli, separati da un cortile molto stretto e allungato, al centro del quale si trovano tre corpi scala; essi servono entrambi i corpi di fabbrica, i cui piani risultano quindi avere altezze sfalsate.
L'edificio ospita appartamenti monolocale di superficie variabile fra i 35 e i 75 m², destinati a una clientela di professionisti temporaneamente residenti in città per motivi di lavoro.
Le facciate, intonacate e dipinte in bianco, sono vivacizzate dall'alternanza delle finestrelle dei bagni e dei finestroni che illuminano i locali di soggiorno; particolarmente caratteristica è la soluzione d'angolo, con balconi semicircolari aggettanti.